# Ahsoka Tano
Ahsoka Tano è un personaggio immaginario dell'universo fantascientifico di Guerre stellari. Compare per la prima volta nel film d'animazione Star Wars: The Clone Wars del 2008, per poi avere un ruolo centrale nella serie omonima. Appare in seguito in altre serie animate come Star Wars Rebels, Star Wars: Forces of Destiny e Star Wars: Tales of the Jedi. Il personaggio è doppiato da Ashley Eckstein, mentre ad interpretarlo nelle serie televisive The Mandalorian, The Book of Boba Fett e Ahsoka (come protagonista della serie TV) è Rosario Dawson. Inoltre, è la protagonista del romanzo omonimo.
Di razza togruta, la giovane Padawan Jedi Ahsoka Tano venne assegnata dal maestro Yoda ad Anakin Skywalker come sua allieva, nonostante non avesse ancora ottenuto il grado di Maestro Jedi, in modo tale da renderlo più responsabile e maturo, soprattutto mentre svolgeva il ruolo di generale nelle guerre dei cloni. I due, nella loro prima missione, si impegnarono nella ricerca del figlio di Jabba the Hutt. Durante le guerre dei cloni, aiutò Anakin e Obi-Wan Kenobi in varie missioni, finché non abbandonò l'Ordine Jedi per via di un complotto. Riapparve molti anni dopo, da adulta, inizialmente sotto lo pseudonimo di "Fulcrum", dapprima come coordinatrice delle diverse cellule da cui avrà origine l'Alleanza Ribelle, e poi come membro dello Spettro.

## Il personaggio

### Creazione
Ahsoka è stata sviluppata con un carattere molto simile a quello sfacciato e indisciplinato che aveva Anakin Skywalker quando era apprendista Padawan in L'attacco dei cloni rispetto al più riservato Cavaliere Jedi in La vendetta dei Sith. Il creatore di Guerre stellari George Lucas ha chiesto aiuto alle sue due figlie per sviluppare il carattere del personaggio. Al momento della creazione, il nome di Ahsoka era "Ashla".
Affidare Ahsoka ad Anakin ha avuto lo scopo di dargli maggior responsabilità, costringendolo a diventare più prudente e responsabile. Il rapporto tra Ahsoka e Anakin è una parte essenziale della storia che abbraccia sia il film d'animazione Star Wars: The Clone Wars che la serie televisiva omonima.

### Sviluppo
Il supervisore e regista della serie Dave Filoni inizialmente ha avuto problemi con la creazione di Ahsoka perché aveva "zero prospettive" su ciò che potesse piacere ad una ragazza di 14 anni. Egli ha quindi preferito scrivere del personaggio di Ahsoka a partire da poco prima del suo ingresso nell'adolescenza.
Ashley Eckstein, la doppiatrice del personaggio, ha detto che lei e gli scrittori erano a conoscenza del fatto che il pubblico trovasse Ahsoka un po' fastidiosa, ma che c'era comunque una "linea sottile" tra l'essere impertinente e il diventare accattivante. Poiché la produzione è avvenuta con un anno di anticipo rispetto alla messa in onda, con Ahsoka in via di sviluppo per tutto questo tempo, Eckstein implorò i fan di essere pazienti per vedere la crescita del personaggio.
Anche se Ahsoka lascia l'Ordine Jedi alla fine della quinta stagione di The Clone Wars, la trama inizialmente prevedeva il suo ritorno presso l'Ordine ma Filoni, d'accordo con Lucas, ha deciso che dovesse restarne fuori. Filoni si è detto protettivo nei confronti del personaggio di Ahsoka.
Il personaggio di "Fulcrum" è stato introdotto all'inizio di Star Wars Rebels, ed è stato sempre concepito come Ahsoka. Filoni, produttore e co-creatore di Rebels, ha visto il nuovo ruolo di Ahsoka simile a quello interpretato da Obi-Wan Kenobi nei film di Star Wars. Anche se in questa nuova serie Ahsoka è cresciuta, Filoni ha voluto lasciare alcuni aspetti di quando era più giovane.

### Aspetto
Nel film e nelle prime due stagioni di The Clone Wars, Ahsoka appare inizialmente con una minigonna, dei leggings bianchi e una mezza maglietta. Il top, i guanti, gli stivali e la minigonna sono di colore bordeaux. Nella terza stagione, Ahsoka e gli altri personaggi hanno ricevuto nuovi costumi: Ahsoka ha qui un leggings nero con degli spazi vuoti a forma di rombo lungo tutta la gamba ed un abito sbracciato che mostra la schiena scoperta. L'abito, gli stivali, dei braccialetti situati un po' sotto le spalle e i guanti sono ancora di colore bordeaux. Il produttore Dave Filoni ha detto che i cambiamenti sono stati pensati per avvicinare la serie sempre di più al film La vendetta dei Sith e sono resi possibili dal miglioramento delle tecniche di animazione.
In Star Wars Rebels, Ahsoka indossa un nuovo abito, simile a quello dei samurai, destinato ad apparire come se lo avesse trovato in un antico tempio Jedi. Inoltre porta con sé due spade laser incolori a simboleggiare che lei non è più un Jedi. Filoni ha detto che le spade laser bianche appaiono molto meglio di quanto si aspettasse. Le pitture facciali di Ahsoka sono state modificate, rispetto alla precedente serie per dimostrare che è cresciuta.

### Doppiaggio

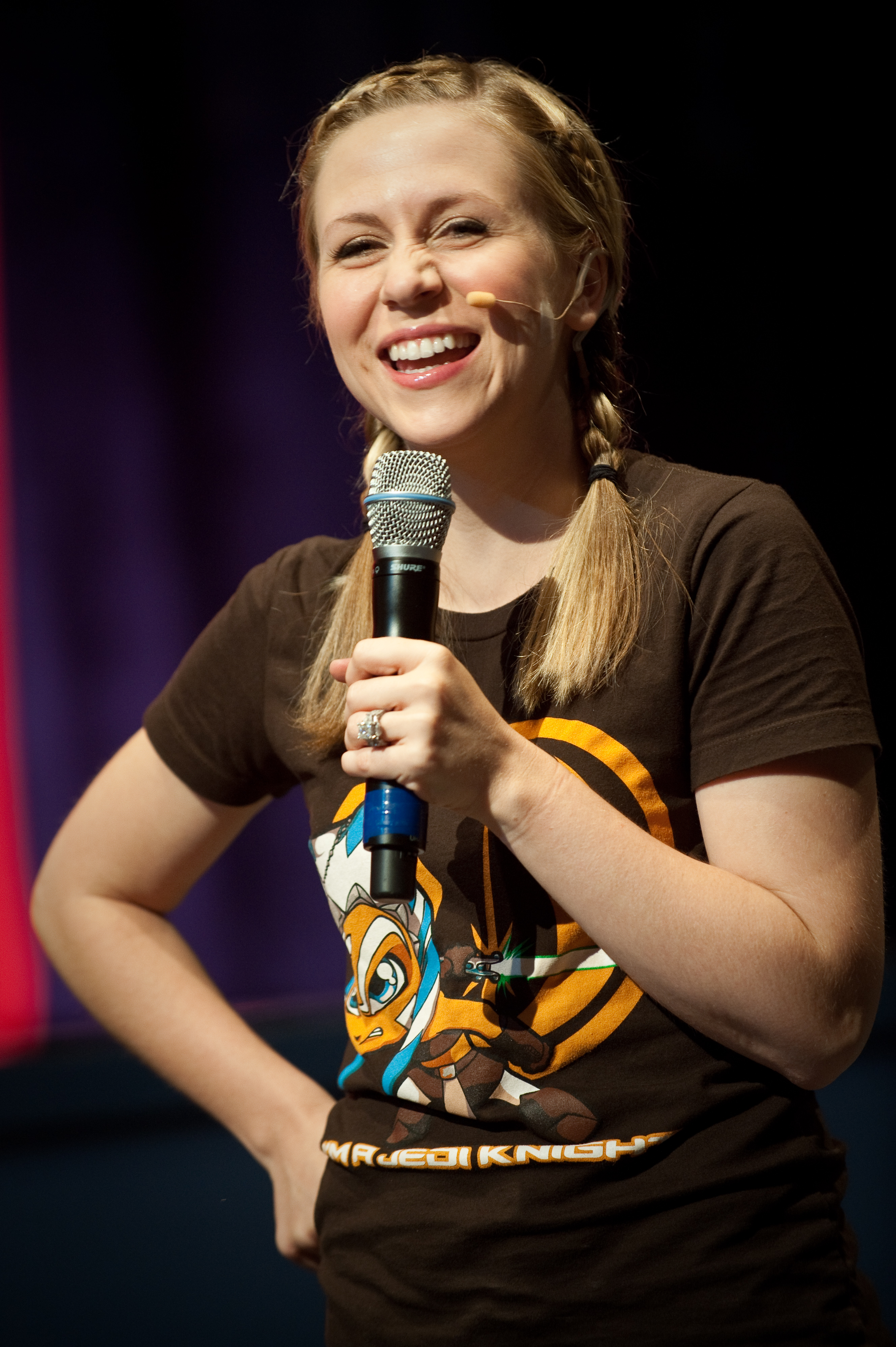
Ashley Eckstein, doppiatrice di Ahsoka.

Il 17 febbraio 2008 il sito TheForce.net rivela che la voce di Ahsoka sarebbe stata quella di Ashley Eckstein. Lo stesso giorno, il suo coinvolgimento nella serie è stato confermato. Filoni disse ad Ahsley Eckstein che avrebbe dovuto mettere un po' della sua personalità nel personaggio di Ahsoka; le disse che la sua audizione ebbe un impatto maggiore nell'aver ottenuto il ruolo, rispetto al provino vero e proprio. Una volta iniziata la produzione, ci sono voluti circa sei mesi ad Eckstein e gli scrittori per apprezzare Ahsoka; di conseguenza, gran parte dei dialoghi per la prima metà della prima stagione sono stati registrati più volte per rappresentare al meglio il personaggio. Eckstein ha anche elogiato il casting di Matt Lanter come Anakin, che l'ha aiutata a solidificare il personaggio di Ahsoka.
Eckstein ha ripreso il ruolo di Ahsoka in Star Wars Rebels, anche se lei non ha dato la voce nelle scene in cui "Fulcrum" compariva in ologramma. La doppiatrice ha appreso del ritorno di Ahsoka in TV circa un anno prima della messa in onda della puntata finale della prima stagione di Rebels, ammettendo che è stato difficile mantenere il segreto. Ashley Eckstein ha detto che Ahsoka ha sviluppato un carattere più forte e serio, qualità che da giovane non aveva; ha sottolineato che la determinazione e il coraggio fanno ancora parte della personalità di Ahsoka. Il fatto di non essere a conoscenza di ciò che Ahsoka ha fatto tra Star Wars: The Clone Wars e Star Wars Rebels ha rappresentato una sfida per l'interpretazione della Eckstein. La doppiatrice ha dato ad Ahsoka un tono della voce un po' più basso in Rebels, a sottolineare anche la sua crescita rispetto alla vecchia serie.

## Apparizioni
(Ahsoka Tano ne Il crepuscolo dell'apprendista)

### Film

#### The Clone Wars
Ahsoka compare per la prima volta nel film del 2008 Star Wars: The Clone Wars. Ahsoka nasce nel 36 BBY sul pianeta Shili, sistema originario dei togruta, in un periodo precedente agli eventi dell'invasione di Naboo. Viene scoperta all'età di tre anni dal maestro Jedi Plo Koon che, avvertendo il potenziale della giovane togruta, decise di portarla su Coruscant, per istruirla nelle vie della Forza. Dopo l'addestramento iniziale con il maestro Yoda, all'età di quattordici anni fu affidata ad Anakin Skywalker, generale Jedi nelle guerre dei cloni. La giovane Padawan fu assegnata personalmente da Yoda ad Anakin, per responsabilizzarlo maggiormente, anche se lui era fermamente contrario ad avere un'apprendista. Fin da subito, Ahsoka e Anakin si danno dei nomignoli, con quest'ultimo che la chiama Furbetta, per il suo atteggiamento impertinente, mentre lei chiama il suo Maestro Sky-coso, facendo finta di non ricordare la parte finale del suo cognome. La loro prima missione insieme fu quella di ritrovare Rotta the Hutt, il figlio del potente signore del crimine Jabba, rapito da Asajj Ventress, che lo aveva portato sul pianeta Teth. Dopo aver ritrovato il giovane Hutt i due Jedi lo portano su Tatooine, dove il Conte Dooku fa scattare la sua trappola: mentre Anakin si scontrava con il signore dei Sith, Ahsoka viene sorpresa da alcune Grandi Guardie, ma poi riesce a portare il piccolo Hutt dal diffidente Jabba.

#### L'ascesa di Skywalker
La voce di Ahsoka è presente nel film L'ascesa di Skywalker mentre Rey chiede aiuto a tutti i Jedi del passato per affrontare Palpatine.

### Televisione

#### The Clone Wars
Il personaggio viene confermato anche nella serie televisiva Star Wars: The Clone Wars. Successivamente intraprese una missione con Anakin sul pianeta Clak'dor VII. In quel luogo ricevettero una richiesta d'aiuto da parte del maestro Jedi Plo Koon. Ahsoka convinse Anakin a prestare soccorso al maestro, nonostante l'ordine di non muoversi del cancelliere Palpatine e di Obi-Wan Kenobi. Il salvataggio riuscì, e Plo Koon poté informarli dell'enorme potenza della nave da battaglia Malevolence. Quindi assistette al contrattacco di Anakin e di Obi-Wan all'astronave, che riuscirono a far schiantare. In seguito, aiutò Anakin a trovare il droide R2-D2. Il droide si era perduto quando venne colpita l'astronave di Anakin nel mezzo di un'azione di guerra. Rapito da un rigattiere spaziale, lanciò un messaggio di aiuto, che guidò i due Jedi nella stazione di ascolto separatista Skytop sulla luna di Ruusan. Ahsoka e i cloni avevano la missione di raggiungere e distruggere i reattori, mentre Anakin si occupava di trovare e salvare R2-D2. Tuttavia Ahsoka viene intercettata dal generale Grievous nel mezzo della missione; per salvare i cloni sopravvissuti e la missione, sfida il generale ad un duello, ma si scopre presto inferiore in tecnica, e tradita anche dal droide di rimpiazzo R3. Quando per lei sembra arrivata la fine, l'attivazione delle cariche esplosive da parte del capitano Rex coglie di sorpresa il cyborg, permettendole di fuggire. In un'altra missione Ahsoka collabora alla custodia del viceré della Federazione dei Mercanti Nute Gunray, sulla nave Tranquillity gestita dal capitano Argyus delle guardie del senato, in attesa di interrogatorio. In questo caso al suo fianco c'era la Maestra Jedi Luminara Unduli. Ahsoka mostra di avere un temperamento e dei modi ben più bruschi di quelli della Maestra Unduli: mentre questa attanaglia Gunray con le sue domande, Ahsoka spazientita dal temporeggiare di questi, lo fa parlare subito minacciandolo, falsamente, con la sua spada laser, beccandosi i rimproveri della Maestra Jedi. Tuttavia l'interrogatorio viene interrotto dall'assalto dei droidi separatisti. Luminara cade nell'astuto tranello, recandosi a contrastarli, e lasciando Ahsoka da sola a combattere con Asajj Ventress, che la intrappola. La situazione si ribalta all'arrivo di Luminara, la quale riesce a mettere in fuga Ventress; tuttavia la Maestra si lascia abbindolare nuovamente cedendo alla tentazione di inseguire la Jedi Oscura. Questo permette al capitano Argyus, in combutta con Dooku, di tradire tutti non appena Ahsoka lascia la prigione per soccorrere Luminara. Aayla Secura era intrappolata su un incrociatore, in un attacco di molte fregate separatiste alla sua flotta e Ahsoka e Anakin andarono a salvarla con una minuscola nave; la nave venne rotta da un colpo che la fece andare (con il salto nell'iperspazio) sul pianeta Maridun, popolato dai Lurmen. Questi ultimi aiutarono Skywalker, ferito nella battaglia, e il piccolo gruppo (composto da Anakin, Ahsoka, Aayla Secura, Rex, Bly e precedentemente da alcuni Clone Trooper che morirono all'arrivo) a combattere i droidi guidati da Lok Durd, che li stava sterminando; alla fine della battaglia, una flotta di incrociatori si avvicinarono al pianeta per aiutare i Jedi e i Cloni.
Nel 21 BBY fu catturata su Felucia, all'insaputa di Plo Koon e Anakin (che erano con lei), da dei cacciatori Trandoshani e portata sulla luna Wasskah, insieme ad altre prede, per essere catturate. Nella giungla trova tre Padawan Jedi e Chewbecca; grazie all'aiuto di questi ultimi e all'arrivo di un gruppo di Wookiee riesce a sconfiggere i Trandoshani e a fuggire. Quando Onderon fu conquistato dalla Confederazione dei Sistemi Indipendenti durante le guerre dei cloni, il re Ramsis Dendup fu destituito e il suo posto lo prese un fantoccio inviato dal conte Dooku: il dispotico e malvagio Sanjay Rash. La Repubblica, per non coinvolgersi apertamente nella faccenda, inviò segretamente Ahsoka e Obi-Wan Kenobi e Anakin Skywalker per addestrare un gruppo di Ribelli, capeggiato da Steela Guerrera, che contrastavano le armate di droidi dei Separatisti. Il gruppo ribelle comprendeva anche Lux Bonteri, figlio della defunta Mina Bonteri, con cui Ahsoka ha sempre avuto un rapporto particolare (il giovane arrivò a baciare la togruta su Carlac). Quando Rash ordinò di giustiziare pubblicamente l'ex re Dendup, i Ribelli salvarono il vero re ma furono costretti alla fuga dalle forze Separatiste, sebbene la guardia d'onore di Onderon si fosse ribellata al sovrano fantoccio Rash. Durante una decisiva battaglia, però, Guerrera morì cadendo da un dirupo ma le forze Separatiste guidate dal generale droide Kalani furono costrette alla fuga (poiché avrebbero occupato troppo tempo per stanare i Ribelli dalle montagne) e il conte Dooku, furibondo, ordinò al generale di uccidere Rash. Con la morte del fantoccio e la sconfitta dei Separatisti, Dendup ritornò il sovrano di Onderon.
Nel 20 BBY Ahsoka fu accusata dell'omicidio di Letta Thurmond, moglie di un operaio che lavorava alla manutenzione del Tempio Jedi che era stato riempito di nanodroidi esplosivi causando la morte di numerosi Jedi, e su di lei fu esteso un mandato di cattura per tutta Coruscant. Costretta a rifugiarsi nei bassifondi del pianeta incontra nuovamente Ventress che, divenuta una cacciatrice di taglie, è decisa a consegnarla alla Repubblica; cambia però idea facendo un patto con Ahsoka che sarebbe andato a vantaggio di entrambe. Asajj conduce Ahsoka alla fabbrica abbandonata ricca di nanodroidi dove Letta si era recata qualche giorno prima e, dopo che Ventress se n'era andata, ingaggiò uno scontro con un misterioso assalitore, armato delle spade laser di Ventress (l'aveva infatti stordita e privata delle armi poco prima). Ahsoka viene sconfitta e, mentre l'assalitore fugge, viene catturata dal comandante Wolffe e da Anakin. Condotta al Tempio Jedi, a seguito di un breve processo, viene espulsa dall'Ordine; portata nel tribunale della Repubblica, viene ferocemente attaccata dal capitano Tarkin durante il processo, sotto gli occhi di Palpatine (in veste di giudice). Anakin, sicuro dell'innocenza della sua Padawan, interroga Ventress circa l'accaduto e viene a conoscenza del fatto che Ahsoka, poco prima della sua cattura, aveva parlato di nascosto con la sua amica storica Barriss Offee. Dopo essersi recato nella sua camera viene da lei aggredito, rivelandosi essere l'assalitrice oscura che aveva attaccato Ahsoka nella fabbrica abbandonata poiché aveva le spade di Ventress. Tra i due nasce uno scontro in cui Skywalker ha la meglio e riesce a portare la Jedi traditrice al processo, salvando quindi la sua Padawan. Quando però le viene offerta la possibilità di ritornare nell'Ordine Jedi come Padawan di Skywalker ella rifiuta, sentendosi sfiduciata. Riappare poi brevemente in una visione di Yoda mentre questi si trovava su Moraband.
Dopo una missione su Obah Diah, Ahsoka partecipa all'assedio di Mandalore insieme a Rex, metà legione della 501ª di Anakin Skywalker e Bo Katan, legittima sovrana del pianeta. Qui sconfigge l'ex sith Maul, dopodiché, con l'intenzione di portarlo su Coruscant dove risponderà dei suoi crimini, viene sopraffatta dall'Ordine 66 durante il viaggio verso il pianeta a bordo dello star destroyer classe Venator. Con l'aiuto di alcuni droidi presenti sulla nave Ahsoka riesce a rimuovere il chip inibitore di Rex. I due fuggono insieme dalla Venator che, ormai fuori uso dopo il sabotaggio di Maul, si schianta su una luna non identificata. Dopo aver seppellito i corpi dei cloni morti nello schianto, Ahsoka e Rex decidono di nascondersi dal nuovo Impero.

#### Tales of The Jedi
In questa breve serie assistiamo alla sua nascita sul suo pianeta natale e di come si sia connessa alla Forza fin dalla più tenera età.
Anni dopo la rivediamo durante le Guerre dei Cloni mentre si addestra con il suo maestro Anakin Skywalker, addestramento che le sarà utile per difendersi dall' Ordine 66 assieme al capitano Rex dopo l'assedio su Mandalore. 
Infine scopriamo che poco dopo gli eventi della fine delle Guerre di Cloni assiste al funerale della sua grande amica Padmé Amidala. Durante la cerimonia funebre incontrerà il senatore Bail Organa che le darà un dispositivo per chiamarlo nel caso avesse bisogno.
Tempo dopo Ahsoka lavorerà su un pianeta agricolo sotto il falso nome di Ashla.
La ragazza sarà costretta a salvare una sua collega usando la Forza e verrà scoperta da quest'ultima e dal fratello che avviserà l'Impero. L'impero manderà un inquisitore che Ahsoka sconfiggerà in poco tempo schivando la sua lama ripetutamente e rubandogli la spada laser decapitandolo.  A duello concluso Ahsoka si unisce definitivamente a Bail Organa promettendo di aiutarlo.

#### Rebels
Il personaggio fa ritorno nell'ultima puntata della prima stagione della serie Star Wars Rebels. Diversi anni dopo, nel 5 BBY, Ahsoka (ormai trentunenne) si palesa dinanzi ad un gruppo di ribelli formato da Ezra Bridger, Kanan Jarrus, Hera Syndulla, Sabine Wren e Garazeb Orellios e Chopper e rivelando loro che si era nascosta per tutto questo tempo sotto il nome "Fulcrum", divenendo parte attiva della Ribellione assieme al senatore Bail Organa. Ahsoka rimase gran parte di questo tempo non partecipando attivamente alle missioni, come Kanan e il suo gruppo, ma preferendo investigare sul Signore dei Sith che aveva distrutto lo Squadrone Phoenix nella battaglia nell'orbita di Lothal. Intervenne però per salvare Kanan ed Ezra dall'attacco dei due Inquisitori Quinto Fratello e Settima Sorella su Takobo sconfiggendoli, salvo poi fuggire a causa dell'arrivo degli Stormtrooper (4 BBY). Successivamente si reca su Lothal assieme a Kanan ed Ezra per raggiungere il tempio Jedi perduto per mettersi in contatto con il maestro Yoda attraverso la Forza: lì ha una visione in cui vede Anakin diventare Dart Fener, cosa che lei non sapeva essere avvenuta. In seguito si reca su Malachor assieme a Kanan e ad Ezra e i tre vi trovano un antico Tempio Sith. Dopo essere stati attaccati dagli Inquisitori (questa volta affiancati anche da un terzo di loro, Ottavo Fratello), i tre vengono a contatto con Maul, il quale uccide due Inquisitori (il terzo muore accidentalmente) e vuole prendere Ezra come suo apprendista e che in realtà il Tempio è una gigantesca stazione da battaglia per distruggere i suoi nemici. Successivamente Maul acceca Kanan con la sua spada laser e affronta Ahsoka, ma viene in seguito sconfitto e scacciato proprio da Kanan (seppur cieco). Ahsoka raggiunge Ezra sulla sommità del Tempio, dove il ragazzo ha inserito un olocrone Sith trovato in precedenza grazie a Maul in una struttura, e affronta Dart Fener. Durante il combattimento spacca l'elmo del Signore Oscuro scoprendo che il Sith non è altro che il suo ex maestro, Anakin Skywalker. Scioccata da tale rivelazione, decide di rimanere nel tempio che collassa ad affrontare Fener. Alla fine si intravede in Signore dei Sith andare via sulla superficie del pianeta e  il destino di Ahsoka rimane sconosciuto. Due anni dopo, quando Ezra entra nell'arco del Tempio Jedi in cui ha visioni del passato, presente e futuro (chiamato "mondo tra i mondi"), nota in uno dei portali Ahsoka e Fener che continuano a lottare. Poco prima che il Sith potesse sferrare il colpo decisivo, Ezra salva Ahsoka attraverso il portale. La togruta quindi si separa da Ezra, decidendo di ritornare al tempio ormai crollato. Dopo la caduta di Palpatine e gli avvenimenti della battaglia di Endor, Ahsoka rincontra Sabine Wren e insieme partono alla ricerca di Ezra (ormai sperduto da qualche parte nella galassia, dopo che si è sacrificato per aiutare i Ribelli su Lothal).

#### The Mandalorian
Quando il Mandaloriano si mette sulle tracce di un Jedi per affidargli il Bambino, in modo quest'ultimo sia riportato dalla sua specie, incontra Ahsoka su Corvus, dove la togruta sta cercando di interrogare Morgan Elsbeth, per sapere dove si trova il Grand'ammiraglio Thrawn. Ahsoka, quindi, entra in connessione con il Bambino e rivela la sua storia e il suo nome: Grogu, tuttavia decide di non addestrarlo, avendo percepito l'attaccamento del piccolo verso il mandaloriano; la Jedi teme, infatti, che il distacco potrebbe portare Grogu verso il lato oscuro della forza, come successe ad Anakin Skywalker anni prima. Consiglia quindi al Mandaloriano di portare Grogu sul pianeta Tython, dove ci sono delle rovine di un antico tempio jedi, dove lei gli dice che se Grogu entrerà in connessione con un altro Jedi disperso nella galassia, quest'ultimo potrebbe addestrarlo.
Dopo la partenza del Mandaloriano, Ahsoka si dirige verso il villaggio appena liberato dalla morsa di Morgan.

#### The Book of Boba Fett
Nel sesto capitolo della serie, Ahsoka si trova in un pacifico pianeta insieme a Luke Skywalker e Grogu, il quale sta ricevendo l'addestramento alle vie della Forza. Qui incontra il Mandaloriano, in viaggio per incontrare il bambino e portargli un dono (una piccola armatura in beskar). Ahsoka, però, lo convince a non vedere Grogu, in quanto un loro incontro potrebbe risultare conflittuale per il bambino durante il delicato periodo di addestramento Jedi, così informa Djarin che consegnerà lei stessa il regalo a Grogu. Il Mandaloriano, dopo aver visto da lontano che il piccolo sta bene sotto la custodia del maestro Luke, riprende il suo viaggio verso Tatooine.

#### Ahsoka
Nel sequel live-action di Star Wars Rebels, Ahsoka e Sabine partono alla ricerca di Ezra mentre cercano di impedire il ritorno del Grand'Ammiraglio Thrawn.

### Romanzi
Ahsoka è apparsa in Battle to the End. È stata menzionata anche in Tarkin e ne Il ritorno dello Jedi (Return of the Jedi: Beware the Power of the Dark Side!).
Il 31 marzo è stato annunciato che è stato realizzato un romanzo intitolato Ahsoka che parlerà della sua storia dall'addio all'Ordine dei Jedi in Star Wars: The Clone Wars, fino alla sua apparizione in Star Wars Rebels. Il libro è uscito negli Stati Uniti l'11 ottobre 2016, mentre in Italia è stato pubblicato nel 2019.

### Legends
Con l'acquisizione della Lucasfilm da parte della Disney nel 2012, la maggior parte dei romanzi e fumetti di Guerre stellari prodotti su licenza sono stati inseriti nel brand Star Wars Legends e dichiarati non canonici al franchise nel mese di aprile del 2014.

#### Videogiochi
Ahsoka è presente in alcuni giochi facenti parte dell'universo espanso di Guerre stellari. Compare, come personaggio giocabile, nel videogioco d'azione Star Wars: The Clone Wars - L'era dei duelli, uscito nel 2008 solo per Wii. Il gioco segue fedelmente la trama del film Star Wars: The Clone Wars. È presente anche nel videogioco Star Wars: The Clone Wars - Gli eroi della Repubblica, uscito nel 2009 e ambientato tra la prima e seconda stagione della serie TV Star Wars: The Clone Wars. Nel 2011 viene distribuito il videogioco LEGO LEGO Star Wars III: The Clone Wars, in cui è possibile giocare con la minifigure LEGO di Ahsoka. Il gioco è basato sulle guerre dei cloni raccontate nei film Star Wars: Episodio II - L'attacco dei cloni e Star Wars: Episodio III - La vendetta dei Sith della saga cinematografica, nel successivo film Star Wars: The Clone Wars e nell'omonima serie TV. È un personaggio del gioco flipper Star Wars Pinball, ispirato alla serie TV Star Wars: The Clone Wars. Qui Ahsoka dovrà sconfiggere, insieme al suo maestro Anakin Skywalker, molti nemici tra cui i droidi da battaglia, Asajj Ventress e Savage Opress. Ahsoka è presente anche nel videogioco del 2015 Disney Infinity 3.0, insieme al suo maestro Anakin e ad Obi-Wan, nel capitolo Star Wars: Il Crepuscolo della Repubblica. È disponibile come skin nella versione per PlayStation 3 di Minecraft e come costume bonus del Capitolo 4 - Stagione 4 di Fortnite Battle Royale.

## Personalità
In The Clone Wars Ahsoka è una giovane Jedi, spesso troppo impulsiva. Ha una spiccata intelligenza, motivo per il quale lo stesso Anakin la definisce Furbetta. Il suo rapporto con Anakin è simile a quello tra Anakin e Obi-Wan. Tuttavia, i due si completano poiché Ahsoka rispecchia l'impulsività che Anakin ha nascosto per via della sua età e per dimostrare ai suoi superiori di essere cresciuto. Quando i due ricevono la richiesta d'aiuto di Plo Koon, Anakin decide di obbedire agli ordini dei Jedi e di Palpatine. È proprio Ahsoka che ravviva in lui quell'impulsività in parte spenta. George Lucas ha dichiarato che il personaggio di Ahsoka è stato sviluppato ispirandosi all'Anakin Padawan di Star Wars: Episodio II - L'attacco dei cloni.
Ahsoka presenta dei tratti caratteriali tipici dei Jedi, ma data la sua giovane età non sempre rispetta il loro codice comportamentale. Come tutti i Jedi ha un forte senso della giustizia ed è disposta a sacrificarsi ma anche a disubbidire agli ordini provenienti dall'alto pur di salvare una vita. Lo dimostra in varie occasioni: disubbidisce al Consiglio Jedi e al cancelliere Palpatine, pur di prestare soccorso al maestro Plo Koon, disobbedisce a Luminara Unduli, prestandole soccorso contro Asajj Ventress, rischia la propria vita contro il generale Grievous, pur di aiutare Anakin a ritrovare il suo droide. Spesso risulta avventata e ribelle, e cerca di risolvere le questioni nella maniera più rapida. Ad esempio, mentre la maestra Luminara cercava di scavare pazientemente nella mente di Nute Gunray, lei non esitò ad estrarre la sua spada laser per minacciarlo.

## Poteri e abilità
Ahsoka è un'ottima spadaccina, riuscendo a tenere testa a nemici come Grievous e Ventress. Lo stile di combattimento con la spada laser che pratica inizialmente è lo Shien ma con la spada al contrario, oltre a praticarne altri con la spada al verso giusto: ad esempio era in grado di utilizzare l'Ataru e più tardi apprese anche il Djem So e il Niman dal suo maestro. Dal 21 BBY iniziò a studiare il Jar'Kai, combattimento con due spade laser (la si vede con due spade nell'episodio 10 della terza stagione di Star Wars: The Clone Wars, sebbene il primo episodio in cui le estrae entrambe sia il 15°, I guardiani della Forza).
Inizialmente possedeva un'unica spada laser con la lama verde ma, a partire dal 21 BBY, ne acquisirà una seconda gialla e dalla lama più corta. Perse poi le sue spade durante la fuga dai cloni nel 20 BBY. Anche se non compare nell'ultima puntata della quinta stagione, il produttore esecutivo Dave Filoni ha detto che dopo aver detto addio all'Ordine dei Jedi, Ahsoka cede loro le sue spade laser. Prima di partire per l'assedio di Mandalore, Anakin Skywalker dona ad Ahsoka due nuove spade laser di colore blu: dopo l'assedio e il conseguente Ordine 66, perde una di esse in battaglia contro i cloni sullo star destroyer, mentre l'altra viene abbandonata da lei stessa davanti alla nave precipitata per fingere la sua morte agli occhi dell'Impero (quest'ultima spada verrà poi ritrovata da Dart Fener anni dopo). Da adulta se ne fabbricherà due nuove dalla lama bianca, presenti in Star Wars Rebels. Il perché di questa scelta è stato rivelato dallo stesso Dave Filoni il quale ha detto che Ahsoka, non facendo parte di alcuna fazione e non essendo più una Jedi ha preferito dotarsi spade laser dalle lame incolori.  Ahsoka lasciò l'ordine Jedi restando senza armi, tuttavia, una volta arrivata sulla luna Raada, incontrò e sconfisse un membro degli Inquisitori, un gruppo di agenti al servizio del lato oscuro, come narrato nel romanzo omonimo a lei dedicato. Secondo il nuovo canone, infatti, i Sith, non avendo il potere di ottenere un cristallo kyber come i Jedi, piegano al loro volere i cristalli rubati da una spada laser Jedi, facendoli sanguinare e dando così alla lama la caratteristica colorazione rossa. Un utilizzatore della forza, purificando un cristallo sanguinante, otterrà irreversibilmente una lama bianca.

## Accoglienza

### Critiche
Dopo la sua introduzione, alcuni critici hanno trovato il personaggio di Ahsoka molto fastidioso, prevedendo la sua morte prima che la serie fosse finita, in quanto lei non appare ne La vendetta dei Sith. Il Los Angeles Times ha definito Ahsoka un personaggio "calcolato per essere carino" nel film The Clone Wars. Wired ha criticato l'aspetto di Ahsoka "mezza nuda" nelle prime due stagioni, definendo il cambio di vestito nella terza "più appropriato". Blastr ha detto che, superata l'immaturità iniziale di Ahsoka, col tempo diviene "un personaggio a tutto tondo e complesso in tutti i sensi". La giovane Ahsoka è stata un punto di vista per gli spettatori più giovani. io9 ha definito le storie di Ahsoka uno dei migliori aspetti di The Clone Wars, mettendo in evidenza il ruolo del personaggio, permettendo di esplorare gli aspetti della guerra e i difetti degli Jedi. Secondo Tech Times, la maturazione e lo sviluppo di Ahsoka sono lo specchio della serie TV. Il giornalista Chris Taylor ha definito la decisione di Ahsoka di lasciare l'Ordine Jedi la parte più scioccante dello show. La doppiatrice di Ahsoka Ashley Eckstein, è stata nominata per il 2012 e 2013 "Miglior interpretazione come doppiatrice protagonista in una serie televisiva - Azione/drammatico", premio dato ai doppiatori.
The Mary Sue ha detto che il rapporto di Ahsoka con il suo maestro Anakin è fondamentale per comprendere il suo sviluppo e la sua crescita tra i film L'attacco dei cloni e La vendetta dei Sith. Il sito Blastr ha detto che le interazioni di Anakin con Ahsoka ci fanno vedere che lui era sia un potente Jedi che un eroe di guerra. Blastr ha anche ipotizzato che il senso di fallimento di Anakin quando Ahsoka lascia i Jedi contribuisce alla sua caduta verso il Lato Oscuro; io9 ha ipotizzato che Ahsoka, se fosse rimasta con lui, lo avrebbe aiutato a ravvedersi. Inoltre io9 ha detto che Ahsoka, più di Anakin, esprime una guida morale in The Clone Wars.
Blastr ha definito Ahsoka uno dei personaggi più importanti di Star Wars, in particolare per le giovani ragazze che, fino a quel punto, non avevano visto una donna Jedi sullo schermo. Erika Travis della California Baptist University ha detto che Ahsoka è "compassionevole e femminile, senza essere apertamente sessualizzata". Peter Lee definisce Ahsoka un'icona femminista, aggiungendo che lei è uno dei personaggi che compongono The Clone Wars che si possono considerare persino superiori a quelli delle trilogie originali e prequel. Lee ha aggiunto che Ahsoka è il personaggio femminile che probabilmente mostra la maggior crescita, rispetto a qualsiasi altro, nel canone di Guerre stellari.